# Gennaro Gattuso
Gennaro Ivan Gattuso, detto Rino (Corigliano Calabro, 9 gennaio 1978), è un allenatore di calcio ed ex calciatore italiano, di ruolo centrocampista, commissario tecnico della nazionale italiana.
Soprannominato Ringhio per la grinta e l'aggressività che mostrava in campo, è cresciuto calcisticamente nel Perugia, con cui ha esordito in Serie B nella stagione 1995-1996 e in Serie A l'anno successivo. Dopo una stagione in Scozia, ai Rangers, e un'altra in Serie A con la Salernitana, dal 1999 al 2012 ha militato nel Milan, squadra alla quale ha legato la maggior parte della sua carriera agonistica e con cui ha vinto due campionati (2003-2004 e 2010-2011), una Coppa Italia (2002-2003), due Supercoppe italiane (2004 e 2011), due UEFA Champions League (2002-2003 e 2006-2007), due Supercoppe UEFA (2003 e 2007) e una Coppa del mondo per club FIFA (2007). Ha chiuso la carriera in Svizzera, al Sion.
Con la nazionale italiana, dal 2000 al 2010, ha partecipato a tre campionati mondiali (Corea del Sud-Giappone 2002, il vittorioso Germania 2006 e Sudafrica 2010), a due campionati europei (Portogallo 2004 e Austria-Svizzera 2008) e ad una FIFA Confederations Cup (2009).
Da allenatore si è aggiudicato una Coppa Italia (2019-2020) alla guida del Napoli.

## Biografia
È sposato con Monica Romano, sorella della giornalista Carla, che conobbe a Glasgow quando vestiva la maglia dei Rangers. La famiglia di lei gestiva un ristorante a Glasgow. Insieme hanno avuto una figlia, Gabriela, nata il 20 giugno 2004, e un figlio, Francesco, nato l'8 novembre 2007, che ha intrapreso a sua volta una carriera da calciatore.
La sorella Francesca muore a 37 anni il 2 giugno 2020 a Busto Arsizio, dove viveva e dove era ricoverata da alcuni mesi in seguito ad un malore dovuto ad una rara malattia.
Gattuso ha creato nel 2003 una fondazione ONLUS, «Forza Ragazzi», per dare un aiuto agli adolescenti meno fortunati della Calabria. A Corigliano Calabro (in provincia di Cosenza), suo paese natale, nel dicembre 2006 ha aperto un'attività chiamata «Gattuso & Catapano» destinata alla depurazione e all'allevamento dei molluschi.
In suo onore la comunità calabrese di Oshawa, in Canada, ha istituito il «Gattuso Day», che si celebra il 25 giugno. Nel 2008 ha vinto il Telegatto come miglior sportivo dell'anno. Nel 2016 è opinionista per il quotidiano francese L'Équipe.
Dal 2010 circa è affetto da miastenia.

## Caratteristiche tecniche

### Giocatore
(Gennaro Gattuso in un'intervista al Corriere della Sera)
Centrocampista incontrista, si caratterizzava per carica agonistica, personalità, carisma, forza fisica, resistenza atletica e per i suoi tackle, tanto da essere stato soprannominato «Ringhio» e da aver acquistato un'indiscussa leadership all'interno dello spogliatoio e tra i tifosi.
Poteva ricoprire sia il ruolo di interno destro sia quello di mediano ed era assai abile nel contrastare gli avversari e recuperare la palla. Non in possesso di grandissima tecnica, migliorata comunque nel tempo, per le sue doti di leader ha spesso indossato la fascia da capitano.

### Allenatore
Predilige il modulo tattico 4-3-3, sebbene abbia spesso usato anche il 3-4-3 e il 4-2-3-1. Le sue squadre tendono a costruire il gioco dal basso, prediligendo quindi un calcio fatto di possesso palla e palleggio con calciatori di qualità, senza però rinunciare all'intensità e allo spirito di squadra in fase di non possesso.

## Carriera

### Club

#### Gli inizi, Perugia

Un giovane Gattuso al nel 1996

È giunto al calcio presto, seguendo le orme del padre Franco, che aveva giocato in Serie D. All'età di dodici anni ha effettuato il suo primo provino. Scartato dal Bologna, è stato scelto dal Perugia, dove ha avuto inizio la sua carriera.
Con la Primavera degli umbri ha vinto due scudetti consecutivi: il primo nel 1995-1996, segnando la prima rete della squadra umbra nella finale contro il Parma, e il secondo nel 1996-1997, torneo del quale è stato nominato anche miglior giocatore.
Con la prima squadra guidata da Giovanni Galeone ha esordito tra i professionsti e in Serie B il 10 marzo 1996, a 18 anni, entrando al posto di Marco Negri nei minuti finali della partita persa 1-0 in trasferta contro il Palermo alla 26ª giornata di campionato. In questa stagione il Perugia si classifica al terzo posto e ottiene la promozione nella massima serie.
La stagione successiva Gattuso esordisce in Serie A il 22 dicembre 1996, subentrando al posto di Marcello Castellini nella partita contro il Bologna (0-0) disputata allo Stadio Dall'Ara. Gattuso ottiene 8 presenze in campionato, in una stagione che termina con la retrocessione del Perugia.

#### Rangers
Nella primavera del 1997 Gattuso si trasferì a parametro zero in Scozia ai Rangers, in Scottish Premier Division. Il trasferimento non fu però semplice, date le resistenze dei dirigenti del club umbro, tant'è che il calciatore scappò via dal centro sportivo del Perugia senza alcun preavviso. Giunto in Scozia nell'aprile del 1997, non poté giocare per due mesi, date le resistenze della FIGC nel concedere il transfer per il tesseramento del giocatore, che già aveva firmato un contratto quadriennale per 2 miliardi di lire per 4 stagioni.
Nei Rangers Gattuso si segnalò come grande lottatore in un campionato "duro", adatto alle sue caratteristiche. Con gli scozzesi esordì a 19 anni, il 4 agosto 1997, subentrando dalla panchina nella partita di campionato contro gli Hearts (3-1) e nelle coppe europee il 15 settembre 1997 nella partita di Coppa UEFA Strasburgo-Rangers (2-1). Nella gara di ritorno del 30 settembre Gattuso segnò il suo primo gol in Europa, ma i Rangers vennero nuovamente sconfitti per 2-1 ed eliminati dalla competizione. In breve divenne uno degli idoli dei tifosi scozzesi, che lo ribattezzarono Braveheart. La stagione si chiuse con un secondo posto in campionato (a due punti dal Celtic) e con una sconfitta in finale di Scottish Cup.
Nella stagione seguente, al posto di Walter Smith, allenatore che volle subito promuovere Gattuso titolare e considerato dal calciatore un "secondo padre", i Rangers ingaggiarono Dick Advocaat. L'allenatore olandese decise di utilizzare Gattuso nel ruolo di difensore, posizione a lui poco consona, e i successivi dissidi sull'utilizzo in campo sancirono la fine dell'esperienza scozzese.

#### Salernitana

Gattuso (a destra) in azione alla nel 1998, alle prese con il barese Gaetano De Rosa

Rifiutata un'offerta della Juventus durante l'estate, nell'ottobre del 1998 Gattuso è tornato in Italia, alla Salernitana, militante in Serie A, per 9 miliardi di lire, diventando il giocatore, fino ad allora, più pagato dai campani.
In maglia granata è riuscito ad affermarsi come giocatore chiave del centrocampo, divenendo uno dei calciatori più ambiti da tutte le grandi squadre e affermandosi come un atleta di grande grinta. Il suo apporto (25 partite), tuttavia, non è stato sufficiente per salvare la squadra dalla retrocessione, subita per un solo punto di margine. In quella stagione Gattuso è diventato beniamino di Salerno.

#### Milan
Nell'estate del 1999, consigliato al Milan dal team manager della squadra di Salerno ed ex rossonero Ruben Buriani, si è trasferito nella formazione meneghina. A Milano gli è stata assegnata la maglia numero 8, con la quale non ha faticato a ottenere un posto da titolare e a diventare beniamino dei tifosi. Ha esordito in maglia rossonera il 15 settembre 1999 nella partita di Champions League Chelsea-Milan (0-0). Ha totalizzato 22 presenze e un gol nel primo anno al Milan, durante il quale si è fatto notare anche per il carattere con cui, nel suo primo derby milanese del 24 ottobre 1999, ha affrontato a muso duro l'allora interista Ronaldo.

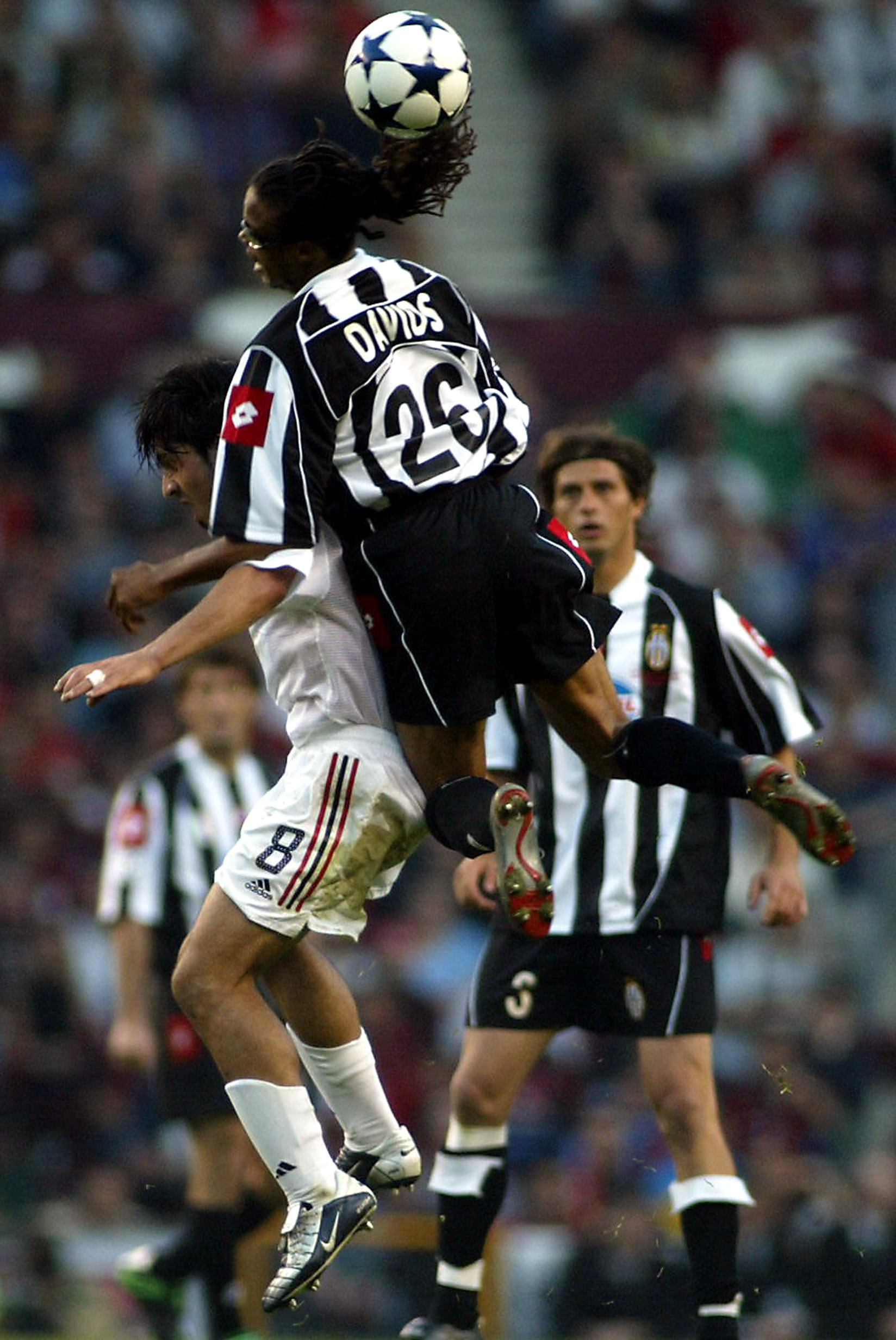
Gattuso (a sinistra) al nel 2003, alle prese con il bianconero Edgar Davids e sotto lo sguardo dell'altro bianconero Alessio Tacchinardi, durante la finale di Champions League a Manchester

Nella stagione 2002-2003 ha vinto la Champions League, la prima durante la sua militanza nella squadra rossonera, giocando da titolare la storica finale tutta italiana di Manchester ad Old Trafford contro la Juventus. Ha anche vinto la Coppa Italia contro la Roma, giocando nella finale di ritorno. Nel 2003-2004 ha vinto il diciassettesimo scudetto della storia del Milan, giocando 33 delle 34 partite in campionato, e la Supercoppa Europea contro il Porto di José Mourinho. Nella stagione successiva, in cui ha conquistato la Supercoppa italiana ai danni della Lazio, ha disputato 45 partite tra impegni di campionato e di coppa, compresa la finale di Champions League persa ad Istanbul contro il Liverpool.
Nella stagione 2005-2006 ha totalizzato 35 presenze (con 3 gol) in Serie A, e giocato 11 delle 12 partite in Champions League, marcando inoltre una presenza in Coppa Italia. In dicembre è giunto 14º nella classifica del Pallone d'oro 2006. Il 23 maggio 2007 ha vinto la sua seconda Champions League contro il Liverpool ad Atene, due anni dopo la sconfitta patita in finale sempre contro gli inglesi. Successivamente si è aggiudicato la Supercoppa Europea contro il Siviglia e la Coppa del mondo per club contro il Boca Juniors.
Il 7 dicembre 2008, nel corso della partita contro il Catania, si è infortunato ma è rimasto comunque in campo per tutti i 90' di gioco: l'esito della risonanza magnetica fatta due giorni dopo ha evidenziato una lesione del legamento crociato anteriore del ginocchio destro. Il 15 dicembre 2008 è stato operato ad Anversa per la ricostruzione del legamento crociato, con tempi di recupero stimati intorno ai sei mesi, periodo che gli avrebbe dovuto far chiudere anticipatamente la stagione 2008-2009 dove, fino a quel momento, era stato determinante per i risultati positivi dei rossoneri; torna invece a disposizione per la classica contro la Juventus del 10 maggio 2009, a poco più di cinque mesi dall'infortunio, nella quale è rimasto in panchina, mentre torna a giocare in amichevole due giorni più tardi a Tirana contro l'Albania. Ha disputato la prima partita ufficiale dopo il ritorno dall'infortunio il 31 maggio 2009, a distanza di cinque mesi e mezzo dall'operazione, nell'ultima giornata di Serie A contro la Fiorentina, subentrando all'81' a David Beckham.
Il 22 agosto 2009, in occasione della gara valida per la prima giornata di Serie A contro il Siena, ha disputato la 400ª partita in maglia rossonera, giocata indossando anche la fascia di capitano. Nel corso della stagione 2009-2010 non è stato impiegato con continuità dall'allenatore Leonardo, riuscendo a totalizzare solo 24 presenze totali (22 in campionato e una in Coppa Italia e Champions League).

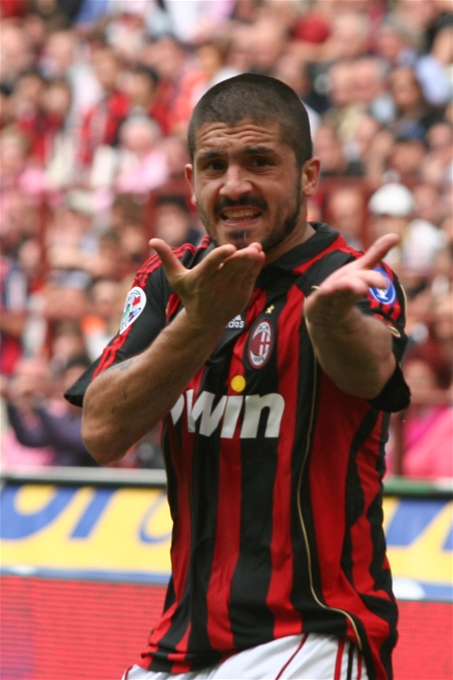
Gattuso in maglia rossonera nel 2007

Nella stagione 2010-2011, con l'arrivo di Massimiliano Allegri sulla panchina del Milan, Gattuso è tornato a essere uno dei titolari della squadra rossonera. Il 5 marzo 2011 ha segnato il primo gol stagionale (decimo in totale e penultimo con la maglia del Milan) allo Stadio Olimpico di Torino nella vittoria per 1-0 contro la Juventus a distanza di tre anni dalla precedente rete realizzata in rossonero. Il 7 maggio 2011 ha vinto il suo secondo scudetto con i rossoneri a due giornate dal termine del campionato grazie allo 0-0 contro la Roma.
Il 6 agosto 2011 ha vinto la sua seconda Supercoppa italiana con il Milan battendo l'Inter a Pechino per 2-1. Il 9 settembre 2011, nel corso della seconda giornata di campionato contro la Lazio, Gattuso è stato costretto ad abbandonare il campo nel corso del primo tempo per via di problemi alla vista. Successivamente gli è stata riscontrata una paralisi del sesto nervo cranico, a causa della quale ha dovuto sospendere l'attività agonistica, pur continuando ad allenarsi, in attesa della guarigione. Nel gennaio 2012, dopo ulteriori esami eseguiti a seguito dell'influenza contratta durante il ritiro invernale a Dubai, gli è stata diagnosticata una miastenia oculare, che in precedenza era invece stata esclusa, la quale lo ha costretto a un ulteriore periodo di inattività. Il 17 marzo seguente, a circa sei mesi dall'ultima presenza, è ritornato in campo nella partita vinta per 2-0 in casa del Parma.
L'11 maggio 2012, dopo un incontro con Adriano Galliani, Gattuso ha deciso di lasciare il Milan non rinnovando il contratto in scadenza il 30 giugno seguente e ha così concluso dopo tredici anni la carriera rossonera.

#### Sion e ritiro

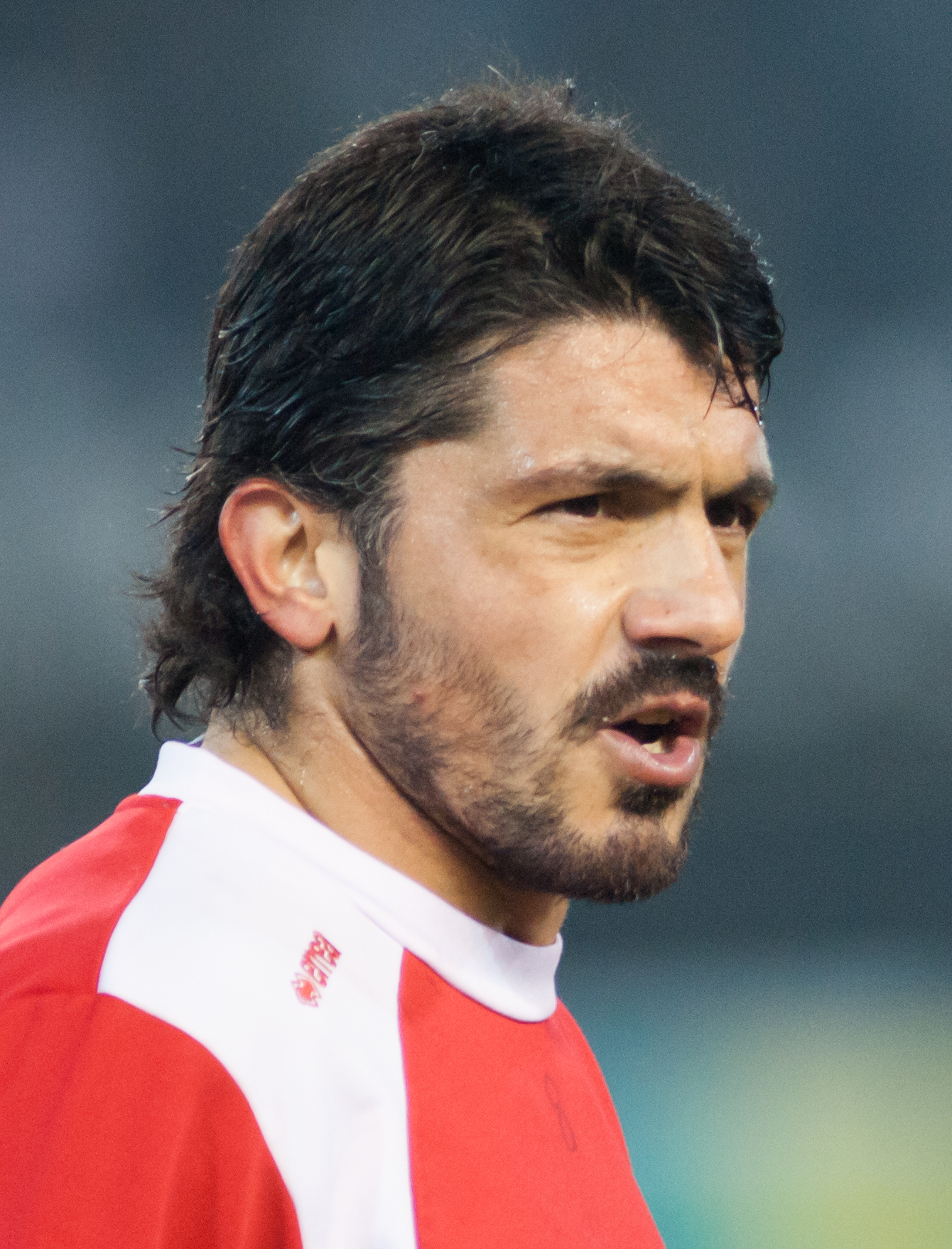
Gattuso al nel 2013

Il 15 giugno 2012 ha firmato un contratto biennale con gli svizzeri del Sion. Ha esordito con la maglia della squadra elvetica un mese più tardi, il 15 luglio, nella partita valida per la prima giornata della Super League e vinta per 2-0 contro il Grasshoppers; inoltre, in questa gara, Gattuso ha indossato la fascia da capitano della squadra svizzera e ha anche subito un infortunio muscolare alla coscia destra. Ha segnato la sua prima rete con la maglia della squadra svizzera il 26 settembre seguente, in occasione del match esterno perso per 4-1 contro il Basilea.
In seguito alla sconfitta per 4-0 a Thun, il 25 febbraio 2013 il presidente Christian Constantin, con il Sion quarto in classifica a 9 punti dal Grasshoppers capolista, ha nominato Gattuso anche allenatore del Sion. Ha esordito sulla panchina della squadra svizzera due giorni più tardi nella partita di Coppa Svizzera vinta per 2-0 in casa del Losanna. Il 22 marzo seguente è tornato a San Siro in occasione dell'amichevole contro la sua ex squadra, il Milan, persa per 6-0; a inizio partita il pubblico gli ha dedicato uno striscione mentre al termine gli è stato riservato un lungo applauso come ringraziamento per gli anni passati in rossonero.
Gattuso è rimasto in carica come primo allenatore del Sion per un mese (una vittoria, un pareggio e due sconfitte), quando è stato affiancato da Arno Rossini (in possesso – a differenza di Gattuso – della licenza UEFA Pro). Il 13 maggio 2013, dopo la sconfitta per 5-0 contro il San Gallo, Rossini e Gattuso sono stati sollevati dalla guida tecnica della squadra e il giocatore italiano è tornato a ricoprire solo il ruolo di calciatore. In totale il Sion con Gattuso primo allenatore e poi vice ha conseguito 2 vittorie, 4 pareggi e 4 sconfitte in campionato e una vittoria e una sconfitta in Coppa Svizzera; ha chiuso invece la stagione da calciatore con 27 presenze in campionato e 5 nella coppa nazionale.

### Nazionale

#### Nazionali giovanili
Gattuso ha disputato con la Nazionale Under-18 l'Europeo nel 1995, arrivando al secondo posto dietro la Spagna.
Con la Nazionale Under-21, guidata da Marco Tardelli, ha vinto l'Europeo Under-21 nel 2000, battendo la Rep. Ceca in finale. Sempre nel 2000, con la Nazionale olimpica, ha preso parte ai Giochi di Sydney, dove l'Italia è stata eliminata nei quarti di finale dalla Spagna.

#### Nazionale maggiore

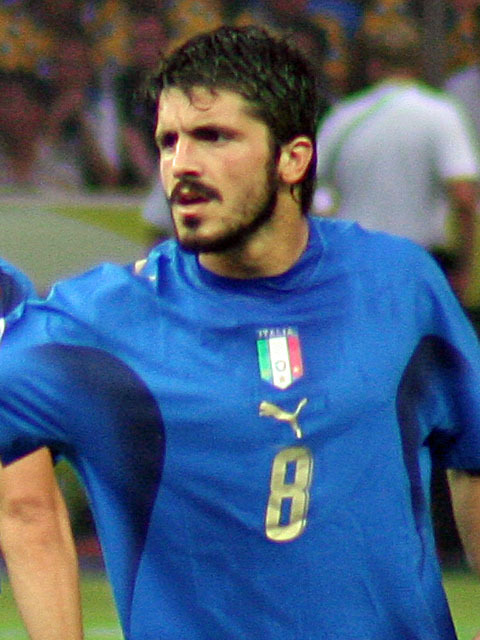
Gattuso con l' durante la finale del campionato mondiale di calcio 2006 contro la.

Ha esordito in nazionale maggiore il 23 febbraio 2000, a 22 anni, convocato dal CT Dino Zoff per la partita amichevole Italia-Svezia (1-0) disputata a Palermo. Il 15 novembre 2000, alla sua prima partita da titolare, ha realizzato la sua unica rete con la maglia della nazionale, con un potente tiro da fuori area, nell'amichevole contro l'Inghilterra disputata allo Stadio delle Alpi di Torino.
Con il CT Giovanni Trapattoni ha preso parte al campionato del mondo 2002, dove ha collezionato 2 presenze, subentrando dalla panchina nella prima gara del girone contro l'Ecuador, e nella gara degli ottavi di finale nella quale l'Italia fu eliminata contro la Corea del Sud, partita segnata da grandi polemiche relative alle decisioni dell'arbitro, l'ecuadoriano Byron Moreno.
Nella spedizione azzurra al campionato d'Europa 2004 in Portogallo scende in campo, partendo dalla panchina, nella partita di apertura contro la Danimarca e viene schierato titolare nella seconda sfida contro la Svezia (1-1). Ammonito in entrambe le gare, ha saltato per squalifica la terza gara del girone contro la Bulgaria.
Gattuso è diventato titolare in azzurro all'inizio della gestione del CT Marcello Lippi, e ha disputato da protagonista il campionato del mondo 2006, vinto battendo la Francia per 5-3 ai rigori nella finale del 9 luglio 2006 all'Olympiastadion di Berlino.
Ha preso parte al campionato d'Europa 2008, sotto la guida del CT Roberto Donadoni, in Austria e Svizzera, dove ha saltato per squalifica il quarto di finale perso ai rigori contro la Spagna. Il 19 novembre 2008 ha indossato per la prima volta la fascia di capitano, dopo l'uscita dal campo di Fabio Cannavaro al 61' dell'amichevole contro la Grecia. Il 6 giugno 2009 scende per la prima volta in campo dal 1º minuto come capitano della nazionale, nella gara amichevole vinta per 3-0 contro l'Irlanda del Nord a Pisa.

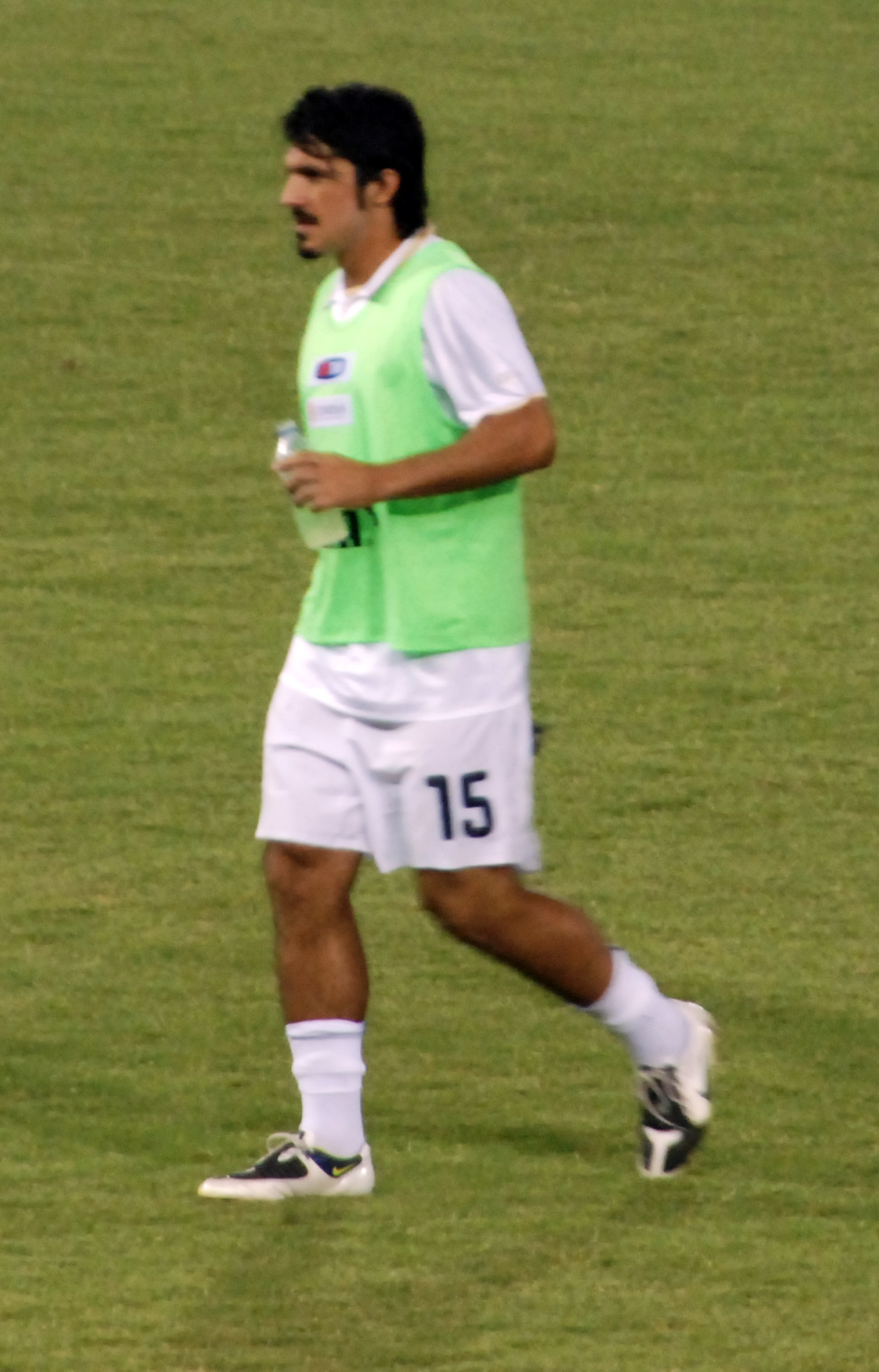
Gattuso durante il riscaldamento prima della partita -Italia del 6 settembre 2008.

È stato convocato da Marcello Lippi, nel frattempo tornato ad allenare la nazionale, per la Confederations Cup 2009 in Sudafrica, nonostante fosse al rientro da un grave infortunio al ginocchio.
Dopo una stagione 2009-2010 vissuta non da titolare nel Milan, è stato comunque convocato sempre da Lippi per il campionato del mondo 2010, dove l'Italia è eliminata al primo turno. Gattuso viene impiegato unicamente nella terza gara del girone, persa per 3-2 contro la Slovacchia il 24 giugno 2010; questa è l'ultima presenza in nazionale di Gattuso che, dopo dieci anni, conclude la sua carriera in maglia azzurra con 73 presenze e 1 gol.

### Allenatore

#### Palermo
Conclusasi definitivamente l'esperienza in Svizzera, il 19 giugno 2013 il Palermo, neoretrocesso in Serie B, ufficializza l'ingaggio di Gattuso con un contratto annuale con opzione di rinnovo biennale; quindici giorni prima era stato ufficiosamente annunciato come il nuovo allenatore della squadra rosanero, dal presidente Maurizio Zamparini, in quanto bisognava ancora disbrigare alcune questioni burocratiche con il Sion. Il suo staff era composto da Luigi Riccio come vice allenatore, da Paolo Beruatto come collaboratore tecnico, da Andrea Corrain e Marcello Iaia come preparatori atletici, da Alberto Andorlini col compito di recuperare gli infortunati e da Franco Paleari, in qualità di preparatore dei portieri.
Ha esordito sulla panchina rosanero l'11 agosto 2013, in occasione della partita valida per il secondo turno di Coppa Italia e vinta per 2-1 sulla Cremonese; nel turno successivo i rosanero saranno eliminati dalla competizione dal Verona. L'esordio nel campionato cadetto è avvenuto il 24 agosto seguente, in cui il Palermo pareggiò per 1-1 contro il Modena in trasferta. È stato esonerato dopo la sesta giornata del torneo, in seguito alla sconfitta esterna per mano del Bari (2-1): fino a quel momento aveva ottenuto un pareggio, due vittorie e tre sconfitte in Serie B; a fine stagione la squadra rosanero, guidata da Giuseppe Iachini, allenatore subentratogli il 25 settembre, ha vinto il campionato.

#### OFI Creta
Il 5 giugno 2014 ha siglato un accordo annuale con l'OFI Creta, formazione greca militante nella massima divisione nazionale; qui il suo staff è composto ancora da Luigi Riccio come vice allenatore e da Paolo Beruatto come collaboratore tecnico, con l'aggiunta di Gaetano Petrelli in qualità di preparatore dei portieri. Il 26 ottobre, a seguito della sconfitta casalinga 2-3 contro l'Asteras Tripolīs, rassegna le dimissioni dopo sole sette giornate di campionato. Il giorno dopo, sotto le pressioni dei tifosi, si riaccorda con la dirigenza decidendo di restare alla guida dall'OFI Creta.
Il 30 dicembre arrivano le dimissioni ufficiali dal club greco.

#### Pisa
Dopo quasi un anno di inattività da tecnico, il 22 agosto 2015 torna in Italia, questa volta in Lega Pro, accordandosi per un contratto biennale con il Pisa. Come suo vice sceglie Luigi Riccio, che lo ha seguito per tutta la sua carriera d’allenatore. Il 12 giugno 2016 ottiene la promozione in Serie B battendo in finale dei play-off il Foggia (4-2 a Pisa, 1-1 a Foggia).
Il 31 luglio 2016 Gattuso si dimette dalla carica di allenatore del Pisa, ma il 1º settembre, risoltasi la crisi societaria, annuncia ufficialmente il ritorno sulla panchina nerazzurra. Il 20 settembre, dopo il pareggio in trasferta contro il Frosinone (0-0), denuncia le gravi inadempienze della società pisana verso giocatori e dipendenti con un lungo sfogo nel post partita.
Il 20 maggio 2017, a seguito del 22º posto e della conseguente retrocessione nella nuova Serie C, annuncia l'addio alla panchina dei toscani.

#### Milan
Subito dopo la separazione dal club toscano, il Milan lo ingaggia per allenare la formazione Primavera. A fine novembre, in seguito all'esonero di Vincenzo Montella, viene promosso sulla panchina della prima squadra. L'esordio in Serie A avviene il 3 dicembre, nella partita pareggiata (2-2) sul campo del Benevento, dove il Milan subisce il gol del pari al 95' dal portiere dei beneventani Alberto Brignoli. Quattro giorni più tardi, debutta anche nelle coppe continentali: i rossoneri, già qualificati per i sedicesimi di Europa League, vengono sconfitti per 2-0 dal Rijeka. Consegue la prima vittoria contro il Bologna, battuto per 2-1 in casa. L'ex centrocampista risolleva le sorti della squadra dopo un periodo negativo, ma in Europa viene eliminato dall'Arsenal negli ottavi di finale. Raggiunge inoltre l'atto conclusivo della Coppa Italia, perdendo 4-0 con la Juventus allo Stadio Olimpico di Roma. In campionato, i rossoneri ottengono il sesto posto totalizzando ben 39 punti nel girone di ritorno: soltanto i bianconeri (poi campioni d'Italia) e il Napoli hanno fatto meglio.
Nella stagione 2018-2019 il Milan è ammesso all'Europa League dopo un'iniziale esclusione. Malgrado due vittorie consecutive all'inizio del girone, i rossoneri non superano il primo turno. In Coppa Italia escono in semifinale contro i futuri vincitori della Lazio (0-1) e perdono la finale di Supercoppa italiana contro la Juventus. Il Milan chiude la stagione al 5º posto con 68 punti (miglior piazzamento dal 2012-2013), mancando per un solo punto la qualificazione alla UEFA Champions League. Il 28 maggio, due giorni dopo la fine dell'annata di Serie A, la società comunica la rescissione consensuale del contratto con il tecnico.

#### Napoli
L'11 dicembre 2019 diviene il nuovo tecnico del Napoli, in sostituzione del suo ex allenatore Carlo Ancelotti, con la squadra settima in classifica. Dopo la sconfitta casalinga al debutto in Serie A con il Parma, per 1-2, il 22 dicembre arriva la sua prima vittoria, esterna, contro il Sassuolo, con il medesimo risultato. Il 25 febbraio 2020, con la società partenopea già qualificata alla fase finale, Gattuso debutta, per la prima volta da tecnico, in UEFA Champions League, pareggiando per 1-1 la gara d'andata degli ottavi, in casa al San Paolo contro il Barcellona. Il successivo 13 giugno, dopo la sospensione della stagione agonistica a causa della pandemia di COVID-19, raggiunge la finale di Coppa Italia. Quattro giorni dopo vince il primo trofeo da allenatore, battendo ai rigori la Juventus per 4-2 dopo che i tempi regolamentari di gioco si erano conclusi con un pareggio a reti bianche; dedicherà la vittoria della Coppa Italia alla sorella Francesca, morta di recente. In UEFA Champions League il Napoli viene estromesso agli ottavi di finale, mentre in campionato raggiunge il settimo posto, ossia al di fuori dei piazzamenti europei, ma qualificandosi comunque all'Europa League in qualità di squadra vincitrice della Coppa Italia.
Nella stagione successiva il suo Napoli ha un andamento ondivago, alternando prestazioni brillanti ad altre più opache e andando incontro a un'annata difficile, anche a causa dei numerosi infortuni dei suoi giocatori durante la prima parte di stagione e soprattutto tra gennaio e febbraio, con diverse indisponibilità anche per COVID-19, come il neoacquisto Victor Osimhen. Ciononostante il Napoli si piazza primo nel proprio girone di Europa League, qualificandosi alla fase a eliminazione diretta. La sua squadra prende parte alla Supercoppa italiana, ma il 20 gennaio 2021 perde la finale per 2-0 contro la Juventus; nelle settimane seguenti viene anche eliminata in semifinale di Coppa Italia dall'Atalanta e poi ai sedicesimi di Europa League dal Granada. Alla fine della stagione il Napoli chiude il campionato al quinto posto, mancando la zona Champions per un solo punto, per via del passo falso casalingo dell'ultimo turno contro il Verona (1-1); al termine di quest'ultima gara, il presidente azzurro Aurelio De Laurentiis ufficializza la fine dell'esperienza di Gattuso sulla panchina partenopea.

#### Parentesi alla Fiorentina
Il 25 maggio 2021 diviene l'allenatore della Fiorentina per la stagione seguente, ma il 17 giugno il club e l'allenatore decidono di sciogliere l'accordo prima dell'entrata in vigore del contratto, per divergenze legate alle strategie di rafforzamento tecnico della squadra, e a causa della rottura tra la dirigenza viola e Jorge Mendes, procuratore di Gattuso, e del litigio tra lo stesso tecnico e Rocco Commisso.

#### Valencia
Dopo un anno sabbatico, il 9 giugno 2022 Gattuso viene annunciato come nuovo tecnico del Valencia, nella massima serie spagnola. Il 30 gennaio 2023, rescinde il proprio contratto con il club spagnolo: lascia così la squadra al 14º posto in classifica, a una sola lunghezza dalla zona retrocessione, avendo raccolto 20 punti in 18 gare di campionato, con una sola partita vinta nelle ultime dieci.

#### Olympique Marsiglia
Il 27 settembre 2023 Gattuso viene nominato nuovo tecnico dell'Olympique Marsiglia, in quel momento settimo in Ligue 1 con 9 punti dopo 6 turni, sostituendo il dimissionario Marcelino. Dopo la sconfitta al debutto contro il Monaco (3-2) e il pareggio in Europa League con il Brighton di Roberto De Zerbi (2-2), l'8 ottobre arriva la prima vittoria, in campionato contro il Le Havre (3-0); terminerà il girone di Europa League al secondo posto sfidando poi lo Šachtar agli spareggi. Il 20 febbraio 2024 viene esonerato in seguito alla sconfitta subita contro il Brest (1-0), con la squadra al nono posto in campionato, avendo raccolto 21 punti in 16 gare.

#### Hajduk Spalato
Il 12 giugno 2024 viene ufficializzato il suo ingaggio da parte dei croati dell'Hajduk Spalato, con cui firma un contratto valido fino al giugno del 2026.
Debutta ufficialmente sulla panchina dell'Hajduk il 25 luglio seguente, guidando i Majstori s mora nel successo casalingo di UEFA Conference League sul HB Tórshavn (2-0). Dieci giorni dopo debutta quindi in HNL, ottenendo una vittoria casalinga sul Slaven Belupo (2-1). Il 17 settembre esordisce anche in Coppa di Croazia, ottenendo il passaggio del turno con la vittoria sul Bilogora 91 (0-4). Il 5 giugno 2025 rescinde consensualmente il proprio contratto con il club spalatino, dopo aver guidato la squadra al terzo posto in campionato, a tre punti dalla capolista Rijeka, e aver raggiunto i quarti di finale in Coppa di Croazia e il terzo turno preliminare di Conference League. Durante la sua esperienza sulla panchina dei Bili ha diretto 43 partite ufficiali, ottenendo 20 vittorie, 14 pareggi e 9 sconfitte.

#### Nazionale italiana
Il 15 giugno 2025, in seguito all'esonero di Luciano Spalletti, Gattuso viene annunciato come nuovo commissario tecnico della nazionale italiana dal presidente della FIGC, Gabriele Gravina, con l'obiettivo di superare le qualificazioni al campionato del mondo 2026.

## Controversie
Il 21 febbraio 2011, Gattuso è stato squalificato dalla UEFA per quattro giornate a seguito di quanto accaduto al termine della gara di andata degli ottavi della Champions League contro il Tottenham del precedente 15 febbraio, quando il mediano ha aggredito Joe Jordan, allenatore in seconda della squadra inglese, colpendolo con una testata.

## Statistiche

### Presenze e reti nei club
| Stagione        | Squadra         | Campionato      | Campionato | Campionato | Coppe nazionali | Coppe nazionali | Coppe nazionali | Coppe continentali | Coppe continentali | Coppe continentali | Altre coppe | Altre coppe | Altre coppe | Totale | Totale |
| Stagione        | Squadra         | Comp            | Pres       | Reti       | Comp            | Pres            | Reti            | Comp               | Pres               | Reti               | Comp        | Pres        | Reti        | Pres   | Reti   |
| --------------- | --------------- | --------------- | ---------- | ---------- | --------------- | --------------- | --------------- | ------------------ | ------------------ | ------------------ | ----------- | ----------- | ----------- | ------ | ------ |
| 1995-1996       | Perugia         | B               | 2          | 0          | CI              | 0               | 0               | -                  | -                  | -                  | -           | -           | -           | 2      | 0      |
| 1996-1997       | Perugia         | A               | 8          | 0          | CI              | 0               | 0               | -                  | -                  | -                  | -           | -           | -           | 8      | 0      |
| Totale Perugia  | Totale Perugia  | Totale Perugia  | 10         | 0          |                 | 0               | 0               |                    | -                  | -                  |             | -           | -           | 10     | 0      |
| 1997-1998       | Rangers         | PL              | 29         | 3          | SC+SLC          | 6+3             | 0               | CU                 | 2                  | 1                  | -           | -           | -           | 40     | 4      |
| lug.-ott. 1998  | Rangers         | PL              | 5          | 0          | SLC             | 1               | 0               | CU                 | 5                  | 1                  | -           | -           | -           | 11     | 1      |
| Totale Rangers  | Totale Rangers  | Totale Rangers  | 34         | 3          |                 | 10              | 0               |                    | 7                  | 2                  |             | -           | -           | 51     | 5      |
| 1998-1999       | Salernitana     | A               | 25         | 0          | CI              | 0               | 0               | -                  | -                  | -                  | -           | -           | -           | 25     | 0      |
| 1999-2000       | Milan           | A               | 22         | 1          | CI              | 1               | 0               | UCL                | 5                  | 0                  | -           | -           | -           | 28     | 1      |
| 2000-2001       | Milan           | A               | 24         | 0          | CI              | 2               | 0               | UCL                | 10                 | 0                  | -           | -           | -           | 36     | 0      |
| 2001-2002       | Milan           | A               | 32         | 0          | CI              | 5               | 0               | CU                 | 10                 | 0                  | -           | -           | -           | 47     | 0      |
| 2002-2003       | Milan           | A               | 25         | 0          | CI              | 3               | 0               | UCL                | 14                 | 0                  | -           | -           | -           | 42     | 0      |
| 2003-2004       | Milan           | A               | 33         | 1          | CI              | 2               | 0               | UCL                | 7                  | 1                  | SI+SU+CInt  | 1+1+1       | 0           | 45     | 2      |
| 2004-2005       | Milan           | A               | 32         | 0          | CI              | 2               | 0               | UCL                | 11                 | 0                  | SI          | 1           | 0           | 46     | 0      |
| 2005-2006       | Milan           | A               | 35         | 3          | CI              | 3               | 0               | UCL                | 11                 | 0                  | -           | -           | -           | 49     | 3      |
| 2006-2007       | Milan           | A               | 30         | 1          | CI              | 4               | 0               | UCL                | 13                 | 0                  | -           | -           | -           | 47     | 1      |
| 2007-2008       | Milan           | A               | 31         | 1          | CI              | 1               | 0               | UCL                | 8                  | 0                  | SU+Cmc      | 1+2         | 0           | 43     | 1      |
| 2008-2009       | Milan           | A               | 12         | 0          | CI              | 0               | 0               | CU                 | 4                  | 1                  | -           | -           | -           | 16     | 1      |
| 2009-2010       | Milan           | A               | 22         | 0          | CI              | 1               | 0               | UCL                | 1                  | 0                  | -           | -           | -           | 24     | 0      |
| 2010-2011       | Milan           | A               | 31         | 2          | CI              | 2               | 0               | UCL                | 5                  | 0                  | -           | -           | -           | 38     | 2      |
| 2011-2012       | Milan           | A               | 6          | 0          | CI              | 0               | 0               | UCL                | 0                  | 0                  | SI          | 1           | 0           | 7      | 0      |
| Totale Milan    | Totale Milan    | Totale Milan    | 335        | 9          |                 | 26              | 0               |                    | 99                 | 2                  |             | 8           | 0           | 468    | 11     |
| 2012-2013       | Sion            | SL              | 27         | 1          | CS              | 5               | 0               | -                  | -                  | -                  | -           | -           | -           | 32     | 1      |
| Totale carriera | Totale carriera | Totale carriera | 431        | 13         |                 | 41              | 0               |                    | 106                | 4                  |             | 8           | 0           | 586    | 17     |

### Cronologia presenze e reti in nazionale
| Cronologia completa delle presenze e delle reti in nazionale ― Italia | Cronologia completa delle presenze e delle reti in nazionale ― Italia | Cronologia completa delle presenze e delle reti in nazionale ― Italia | Cronologia completa delle presenze e delle reti in nazionale ― Italia | Cronologia completa delle presenze e delle reti in nazionale ― Italia | Cronologia completa delle presenze e delle reti in nazionale ― Italia | Cronologia completa delle presenze e delle reti in nazionale ― Italia | Cronologia completa delle presenze e delle reti in nazionale ― Italia |
| Data                                                                  | Città                                                                 | In casa                                                               | Risultato                                                             | Ospiti                                                                | Competizione                                                          | Reti                                                                  | Note                                                                  |
| --------------------------------------------------------------------- | --------------------------------------------------------------------- | --------------------------------------------------------------------- | --------------------------------------------------------------------- | --------------------------------------------------------------------- | --------------------------------------------------------------------- | --------------------------------------------------------------------- | --------------------------------------------------------------------- |
| 23-2-2000                                                             | Palermo                                                               | Italia                                                                | 1 – 0                                                                 | Svezia                                                                | Amichevole                                                            | -                                                                     | 46’                                                                   |
| 29-3-2000                                                             | Barcellona                                                            | Spagna                                                                | 2 – 0                                                                 | Italia                                                                | Amichevole                                                            | -                                                                     | 60’                                                                   |
| 3-9-2000                                                              | Budapest                                                              | Ungheria                                                              | 2 – 2                                                                 | Italia                                                                | Qual. Mondiali 2002                                                   | -                                                                     | 80’                                                                   |
| 7-10-2000                                                             | Milano                                                                | Italia                                                                | 3 – 0                                                                 | Romania                                                               | Qual. Mondiali 2002                                                   | -                                                                     | 71’                                                                   |
| 11-10-2000                                                            | Ancona                                                                | Italia                                                                | 2 – 0                                                                 | Georgia                                                               | Qual. Mondiali 2002                                                   | -                                                                     | 50’                                                                   |
| 15-11-2000                                                            | Torino                                                                | Italia                                                                | 1 – 0                                                                 | Inghilterra                                                           | Amichevole                                                            | 1                                                                     |                                                                       |
| 5-9-2001                                                              | Piacenza                                                              | Italia                                                                | 1 – 0                                                                 | Marocco                                                               | Amichevole                                                            | -                                                                     |                                                                       |
| 6-10-2001                                                             | Parma                                                                 | Italia                                                                | 1 – 0                                                                 | Ungheria                                                              | Qual. Mondiali 2002                                                   | -                                                                     | 58’                                                                   |
| 7-11-2001                                                             | Saitama                                                               | Giappone                                                              | 1 – 1                                                                 | Italia                                                                | Amichevole                                                            | -                                                                     | 18’                                                                   |
| 13-2-2002                                                             | Catania                                                               | Italia                                                                | 1 – 0                                                                 | Stati Uniti                                                           | Amichevole                                                            | -                                                                     | 75’ 90’                                                               |
| 27-3-2002                                                             | Leeds                                                                 | Inghilterra                                                           | 1 – 2                                                                 | Italia                                                                | Amichevole                                                            | -                                                                     | 57’                                                                   |
| 17-4-2002                                                             | Milano                                                                | Italia                                                                | 1 – 1                                                                 | Uruguay                                                               | Amichevole                                                            | -                                                                     | 46’                                                                   |
| 18-5-2002                                                             | Praga                                                                 | Rep. Ceca                                                             | 1 – 0                                                                 | Italia                                                                | Amichevole                                                            | -                                                                     |                                                                       |
| 3-6-2002                                                              | Sapporo                                                               | Italia                                                                | 2 – 0                                                                 | Ecuador                                                               | Mondiali 2002 - 1º turno                                              | -                                                                     | 69’                                                                   |
| 18-6-2002                                                             | Daejeon                                                               | Italia                                                                | 1 – 2 gg                                                              | Corea del Sud                                                         | Mondiali 2002 - Ottavi di finale                                      | -                                                                     | 61’                                                                   |
| 21-8-2002                                                             | Trieste                                                               | Italia                                                                | 0 – 1                                                                 | Slovenia                                                              | Amichevole                                                            | -                                                                     | 46’                                                                   |
| 7-9-2002                                                              | Baku                                                                  | Azerbaigian                                                           | 0 – 2                                                                 | Italia                                                                | Qual. Euro 2004                                                       | -                                                                     |                                                                       |
| 12-10-2002                                                            | Napoli                                                                | Italia                                                                | 1 – 1                                                                 | Serbia e Montenegro                                                   | Qual. Euro 2004                                                       | -                                                                     |                                                                       |
| 16-10-2002                                                            | Cardiff                                                               | Galles                                                                | 2 – 1                                                                 | Italia                                                                | Qual. Euro 2004                                                       | -                                                                     | 63’ 84’                                                               |
| 6-9-2003                                                              | Milano                                                                | Italia                                                                | 4 – 0                                                                 | Galles                                                                | Qual. Euro 2004                                                       | -                                                                     | 75’                                                                   |
| 10-9-2003                                                             | Belgrado                                                              | Serbia e Montenegro                                                   | 1 – 1                                                                 | Italia                                                                | Qual. Euro 2004                                                       | -                                                                     | 51’                                                                   |
| 11-10-2003                                                            | Reggio Calabria                                                       | Italia                                                                | 4 – 0                                                                 | Azerbaigian                                                           | Qual. Euro 2004                                                       | -                                                                     | 86’                                                                   |
| 12-11-2003                                                            | Varsavia                                                              | Polonia                                                               | 3 – 1                                                                 | Italia                                                                | Amichevole                                                            | -                                                                     | 55’                                                                   |
| 31-3-2004                                                             | Braga                                                                 | Portogallo                                                            | 1 – 2                                                                 | Italia                                                                | Amichevole                                                            | -                                                                     | 46’                                                                   |
| 30-5-2004                                                             | Tunisi                                                                | Tunisia                                                               | 0 – 4                                                                 | Italia                                                                | Amichevole                                                            | -                                                                     | 46’                                                                   |
| 14-6-2004                                                             | Guimarães                                                             | Danimarca                                                             | 0 – 0                                                                 | Italia                                                                | Euro 2004 - 1º turno                                                  | -                                                                     | 57’ 81’                                                               |
| 18-6-2004                                                             | Porto                                                                 | Italia                                                                | 1 – 1                                                                 | Svezia                                                                | Euro 2004 - 1º turno                                                  | -                                                                     | 39’ 76’                                                               |
| 18-8-2004                                                             | Reykjavík                                                             | Islanda                                                               | 2 – 0                                                                 | Italia                                                                | Amichevole                                                            | -                                                                     |                                                                       |
| 4-9-2004                                                              | Palermo                                                               | Italia                                                                | 2 – 1                                                                 | Norvegia                                                              | Qual. Mondiali 2006                                                   | -                                                                     |                                                                       |
| 8-9-2004                                                              | Chișinău                                                              | Moldavia                                                              | 0 – 1                                                                 | Italia                                                                | Qual. Mondiali 2006                                                   | -                                                                     | 40’                                                                   |
| 9-10-2004                                                             | Celje                                                                 | Slovenia                                                              | 1 – 0                                                                 | Italia                                                                | Qual. Mondiali 2006                                                   | -                                                                     |                                                                       |
| 13-10-2004                                                            | Parma                                                                 | Italia                                                                | 4 – 3                                                                 | Bielorussia                                                           | Qual. Mondiali 2006                                                   | -                                                                     |                                                                       |
| 9-2-2005                                                              | Cagliari                                                              | Italia                                                                | 2 – 0                                                                 | Russia                                                                | Amichevole                                                            | -                                                                     |                                                                       |
| 26-3-2005                                                             | Milano                                                                | Italia                                                                | 2 – 0                                                                 | Scozia                                                                | Qual. Mondiali 2006                                                   | -                                                                     | 51’                                                                   |
| 17-8-2005                                                             | Dublino                                                               | Irlanda                                                               | 1 – 2                                                                 | Italia                                                                | Amichevole                                                            | -                                                                     | 35’                                                                   |
| 3-9-2005                                                              | Glasgow                                                               | Scozia                                                                | 1 – 1                                                                 | Italia                                                                | Qual. Mondiali 2006                                                   | -                                                                     |                                                                       |
| 7-9-2005                                                              | Minsk                                                                 | Bielorussia                                                           | 1 – 4                                                                 | Italia                                                                | Qual. Mondiali 2006                                                   | -                                                                     | 57’                                                                   |
| 8-10-2005                                                             | Palermo                                                               | Italia                                                                | 1 – 0                                                                 | Slovenia                                                              | Qual. Mondiali 2006                                                   | -                                                                     | 41’                                                                   |
| 12-11-2005                                                            | Amsterdam                                                             | Paesi Bassi                                                           | 1 – 3                                                                 | Italia                                                                | Amichevole                                                            | -                                                                     |                                                                       |
| 16-11-2005                                                            | Ginevra                                                               | Italia                                                                | 1 – 1                                                                 | Costa d'Avorio                                                        | Amichevole                                                            | -                                                                     | 46’                                                                   |
| 31-5-2006                                                             | Ginevra                                                               | Svizzera                                                              | 1 – 1                                                                 | Italia                                                                | Amichevole                                                            | -                                                                     | 74’                                                                   |
| 17-6-2006                                                             | Kaiserslautern                                                        | Italia                                                                | 1 – 1                                                                 | Stati Uniti                                                           | Mondiali 2006 - 1º turno                                              | -                                                                     | 35’                                                                   |
| 22-6-2006                                                             | Amburgo                                                               | Rep. Ceca                                                             | 0 – 2                                                                 | Italia                                                                | Mondiali 2006 - 1º turno                                              | -                                                                     | 31’                                                                   |
| 26-6-2006                                                             | Kaiserslautern                                                        | Italia                                                                | 1 – 0                                                                 | Australia                                                             | Mondiali 2006 - Ottavi di finale                                      | -                                                                     | 89’                                                                   |
| 30-6-2006                                                             | Amburgo                                                               | Italia                                                                | 3 – 0                                                                 | Ucraina                                                               | Mondiali 2006 - Quarti di finale                                      | -                                                                     | 77’                                                                   |
| 4-7-2006                                                              | Dortmund                                                              | Germania                                                              | 0 – 2                                                                 | Italia                                                                | Mondiali 2006 - Semifinale                                            | -                                                                     |                                                                       |
| 9-7-2006                                                              | Berlino                                                               | Italia                                                                | 1 – 1 dts (5 – 3 dtr)                                                 | Francia                                                               | Mondiali 2006 - Finale                                                | -                                                                     | [ 173 ]                                                               |
| 2-9-2006                                                              | Napoli                                                                | Italia                                                                | 1 – 1                                                                 | Lituania                                                              | Qual. Euro 2008                                                       | -                                                                     | 90’                                                                   |
| 6-9-2006                                                              | Parigi                                                                | Francia                                                               | 3 – 1                                                                 | Italia                                                                | Qual. Euro 2008                                                       | -                                                                     |                                                                       |
| 7-10-2006                                                             | Roma                                                                  | Italia                                                                | 2 – 0                                                                 | Ucraina                                                               | Qual. Euro 2008                                                       | -                                                                     | 44’                                                                   |
| 28-3-2007                                                             | Bari                                                                  | Italia                                                                | 2 – 0                                                                 | Scozia                                                                | Qual. Euro 2008                                                       | -                                                                     |                                                                       |
| 2-6-2007                                                              | Tórshavn                                                              | Fær Øer                                                               | 1 – 2                                                                 | Italia                                                                | Qual. Euro 2008                                                       | -                                                                     | 51’                                                                   |
| 6-6-2007                                                              | Kaunas                                                                | Lituania                                                              | 0 – 2                                                                 | Italia                                                                | Qual. Euro 2008                                                       | -                                                                     | 65’                                                                   |
| 8-9-2007                                                              | Milano                                                                | Italia                                                                | 0 – 0                                                                 | Francia                                                               | Qual. Euro 2008                                                       | -                                                                     | 31’                                                                   |
| 13-10-2007                                                            | Genova                                                                | Italia                                                                | 2 – 0                                                                 | Georgia                                                               | Qual. Euro 2008                                                       | -                                                                     |                                                                       |
| 17-11-2007                                                            | Glasgow                                                               | Scozia                                                                | 1 – 2                                                                 | Italia                                                                | Qual. Euro 2008                                                       | -                                                                     | 87’                                                                   |
| 26-3-2008                                                             | Elche                                                                 | Spagna                                                                | 1 – 0                                                                 | Italia                                                                | Amichevole                                                            | -                                                                     | 46’                                                                   |
| 30-5-2008                                                             | Firenze                                                               | Italia                                                                | 3 – 1                                                                 | Belgio                                                                | Amichevole                                                            | -                                                                     |                                                                       |
| 9-6-2008                                                              | Berna                                                                 | Paesi Bassi                                                           | 3 – 0                                                                 | Italia                                                                | Euro 2008 - 1º turno                                                  | -                                                                     | 51’                                                                   |
| 17-6-2008                                                             | Zurigo                                                                | Francia                                                               | 0 – 2                                                                 | Italia                                                                | Euro 2008 - 1º turno                                                  | -                                                                     | 54’ 82’                                                               |
| 20-8-2008                                                             | Nizza                                                                 | Italia                                                                | 2 – 2                                                                 | Austria                                                               | Amichevole                                                            | -                                                                     | 45’                                                                   |
| 6-9-2008                                                              | Larnaca                                                               | Cipro                                                                 | 1 – 2                                                                 | Italia                                                                | Qual. Mondiali 2010                                                   | -                                                                     | 46’                                                                   |
| 11-10-2008                                                            | Sofia                                                                 | Bulgaria                                                              | 0 – 0                                                                 | Italia                                                                | Qual. Mondiali 2010                                                   | -                                                                     |                                                                       |
| 15-10-2008                                                            | Lecce                                                                 | Italia                                                                | 2 – 1                                                                 | Montenegro                                                            | Qual. Mondiali 2010                                                   | -                                                                     | 43’                                                                   |
| 19-11-2008                                                            | Atene                                                                 | Grecia                                                                | 1 – 1                                                                 | Italia                                                                | Amichevole                                                            | -                                                                     |                                                                       |
| 6-6-2009                                                              | Pisa                                                                  | Italia                                                                | 3 – 0                                                                 | Irlanda del Nord                                                      | Amichevole                                                            | -                                                                     | Cap. 46’                                                              |
| 10-6-2009                                                             | Pretoria                                                              | Italia                                                                | 4 – 3                                                                 | Nuova Zelanda                                                         | Amichevole                                                            | -                                                                     | Cap. 61’                                                              |
| 15-6-2009                                                             | Pretoria                                                              | Stati Uniti                                                           | 1 – 3                                                                 | Italia                                                                | Conf. Cup 2009 - 1º turno                                             | -                                                                     | 57’                                                                   |
| 18-6-2009                                                             | Johannesburg                                                          | Egitto                                                                | 1 – 0                                                                 | Italia                                                                | Conf. Cup 2009 - 1º turno                                             | -                                                                     | 58’                                                                   |
| 14-10-2009                                                            | Parma                                                                 | Italia                                                                | 3 – 2                                                                 | Cipro                                                                 | Qual. Mondiali 2010                                                   | -                                                                     | 44’                                                                   |
| 3-3-2010                                                              | Monaco                                                                | Italia                                                                | 0 – 0                                                                 | Camerun                                                               | Amichevole                                                            | -                                                                     | 46’                                                                   |
| 5-6-2010                                                              | Ginevra                                                               | Svizzera                                                              | 1 – 1                                                                 | Italia                                                                | Amichevole                                                            | -                                                                     | 78’ 86’                                                               |
| 24-6-2010                                                             | Johannesburg                                                          | Slovacchia                                                            | 3 – 2                                                                 | Italia                                                                | Mondiali 2010 - 1º turno                                              | -                                                                     | 46’                                                                   |
| Totale                                                                |                                                                       | Presenze (21º posto)                                                  | 73                                                                    |                                                                       | Reti                                                                  | 1                                                                     |                                                                       |

| Cronologia completa delle presenze e delle reti in nazionale ― Italia olimpica | Cronologia completa delle presenze e delle reti in nazionale ― Italia olimpica | Cronologia completa delle presenze e delle reti in nazionale ― Italia olimpica | Cronologia completa delle presenze e delle reti in nazionale ― Italia olimpica | Cronologia completa delle presenze e delle reti in nazionale ― Italia olimpica | Cronologia completa delle presenze e delle reti in nazionale ― Italia olimpica | Cronologia completa delle presenze e delle reti in nazionale ― Italia olimpica | Cronologia completa delle presenze e delle reti in nazionale ― Italia olimpica |
| Data                                                                           | Città                                                                          | In casa                                                                        | Risultato                                                                      | Ospiti                                                                         | Competizione                                                                   | Reti                                                                           | Note                                                                           |
| ------------------------------------------------------------------------------ | ------------------------------------------------------------------------------ | ------------------------------------------------------------------------------ | ------------------------------------------------------------------------------ | ------------------------------------------------------------------------------ | ------------------------------------------------------------------------------ | ------------------------------------------------------------------------------ | ------------------------------------------------------------------------------ |
| 13-9-2000                                                                      | Melbourne                                                                      | Australia olimpica                                                             | 0 – 1                                                                          | Italia olimpica                                                                | Olimpiadi 2000 - 1º turno                                                      | -                                                                              | 90+3’                                                                          |
| 16-9-2000                                                                      | Adelaide                                                                       | Italia olimpica                                                                | 3 – 1                                                                          | Honduras olimpica                                                              | Olimpiadi 2000 - 1º turno                                                      | -                                                                              | 13’                                                                            |
| 25-9-2000                                                                      | Sydney                                                                         | Spagna olimpica                                                                | 1 – 0                                                                          | Italia olimpica                                                                | Olimpiadi 2000 - Quarti di finale                                              | -                                                                              |                                                                                |
| Totale                                                                         |                                                                                | Presenze                                                                       | 3                                                                              |                                                                                | Reti                                                                           | 0                                                                              |                                                                                |

| Cronologia completa delle presenze e delle reti in nazionale ― Italia under 21 | Cronologia completa delle presenze e delle reti in nazionale ― Italia under 21 | Cronologia completa delle presenze e delle reti in nazionale ― Italia under 21 | Cronologia completa delle presenze e delle reti in nazionale ― Italia under 21 | Cronologia completa delle presenze e delle reti in nazionale ― Italia under 21 | Cronologia completa delle presenze e delle reti in nazionale ― Italia under 21 | Cronologia completa delle presenze e delle reti in nazionale ― Italia under 21 | Cronologia completa delle presenze e delle reti in nazionale ― Italia under 21 |
| Data                                                                           | Città                                                                          | In casa                                                                        | Risultato                                                                      | Ospiti                                                                         | Competizione                                                                   | Reti                                                                           | Note                                                                           |
| ------------------------------------------------------------------------------ | ------------------------------------------------------------------------------ | ------------------------------------------------------------------------------ | ------------------------------------------------------------------------------ | ------------------------------------------------------------------------------ | ------------------------------------------------------------------------------ | ------------------------------------------------------------------------------ | ------------------------------------------------------------------------------ |
| 25-3-1998                                                                      | Rende                                                                          | Malta under 21                                                                 | 0 – 1                                                                          | Italia under 21                                                                | Amichevole                                                                     | -                                                                              |                                                                                |
| 22-4-1998                                                                      | Modena                                                                         | Italia under 21                                                                | 2 – 1                                                                          | Galles under 21                                                                | Amichevole                                                                     | -                                                                              | 66’                                                                            |
| 23-5-1998                                                                      | Castel di Sangro                                                               | Italia under 21                                                                | 4 – 0                                                                          | Scozia under 21                                                                | Amichevole                                                                     | 1                                                                              | 75’                                                                            |
| 4-9-1998                                                                       | Wrexham                                                                        | Italia under 21                                                                | 1 – 2                                                                          | Galles under 21                                                                | Qual. Europeo Under-21 2000                                                    | -                                                                              |                                                                                |
| 9-10-1998                                                                      | Cremona                                                                        | Italia under 21                                                                | 1 – 0                                                                          | Svizzera under 21                                                              | Qual. Europeo Under-21 2000                                                    | -                                                                              |                                                                                |
| 31-3-1999                                                                      | Giulianova                                                                     | Italia under 21                                                                | 4 – 1                                                                          | Bielorussia under 21                                                           | Qual. Europeo Under-21 2000                                                    | -                                                                              |                                                                                |
| 28-4-1999                                                                      | Zagabria                                                                       | Croazia under 21                                                               | 1 – 0                                                                          | Italia under 21                                                                | Amichevole                                                                     | -                                                                              | 65’                                                                            |
| 4-6-1999                                                                       | Ferrara                                                                        | Italia under 21                                                                | 6 – 2                                                                          | Galles under 21                                                                | Qual. Europeo Under-21 2000                                                    | -                                                                              |                                                                                |
| 10-6-1999                                                                      | Ginevra                                                                        | Svizzera under 21                                                              | 0 – 0                                                                          | Italia under 21                                                                | Qual. Europeo Under-21 2000                                                    | -                                                                              |                                                                                |
| 8-9-1999                                                                       | Cava de' Tirreni                                                               | Italia under 21                                                                | 3 – 1                                                                          | Danimarca under 21                                                             | Qual. Europeo Under-21 2000                                                    | -                                                                              |                                                                                |
| 8-10-1999                                                                      | Barysaŭ                                                                        | Bielorussia under 21                                                           | 1 – 2                                                                          | Italia under 21                                                                | Qual. Europeo Under-21 2000                                                    | -                                                                              |                                                                                |
| 14-11-1999                                                                     | Créteil                                                                        | Francia under 21                                                               | 1 – 1                                                                          | Italia under 21                                                                | Qual. Europeo Under-21 2000                                                    | -                                                                              |                                                                                |
| 17-11-1999                                                                     | Taranto                                                                        | Italia under 21                                                                | 2 – 1                                                                          | Francia under 21                                                               | Qual. Europeo Under-21 2000                                                    | -                                                                              |                                                                                |
| 25-4-2000                                                                      | Rieti                                                                          | Italia under 21                                                                | 2 – 0                                                                          | Rep. Ceca under 21                                                             | Amichevole                                                                     | -                                                                              | 89’                                                                            |
| 27-5-2000                                                                      | Bratislava                                                                     | Inghilterra under 21                                                           | 0 – 2                                                                          | Italia under 21                                                                | Europeo Under-21 2000 - 1º turno                                               | -                                                                              |                                                                                |
| 29-5-2000                                                                      | Bratislava                                                                     | Slovacchia under 21                                                            | 1 – 1                                                                          | Italia under 21                                                                | Europeo Under-21 2000 - 1º turno                                               | -                                                                              |                                                                                |
| 1-6-2000                                                                       | Bratislava                                                                     | Turchia under 21                                                               | 1 – 3                                                                          | Italia under 21                                                                | Europeo Under-21 2000 - 1º turno                                               | -                                                                              | 46’                                                                            |
| 4-6-2000                                                                       | Bratislava                                                                     | Rep. Ceca under 21                                                             | 1 – 2                                                                          | Italia under 21                                                                | Europeo Under-21 2000 - Finale                                                 | -                                                                              | 72’                                                                            |
| Totale                                                                         |                                                                                | Presenze                                                                       | 18                                                                             |                                                                                | Reti                                                                           | 1                                                                              |                                                                                |

| Cronologia completa delle presenze e delle reti in nazionale ― Italia under 18 | Cronologia completa delle presenze e delle reti in nazionale ― Italia under 18 | Cronologia completa delle presenze e delle reti in nazionale ― Italia under 18 | Cronologia completa delle presenze e delle reti in nazionale ― Italia under 18 | Cronologia completa delle presenze e delle reti in nazionale ― Italia under 18 | Cronologia completa delle presenze e delle reti in nazionale ― Italia under 18 | Cronologia completa delle presenze e delle reti in nazionale ― Italia under 18 | Cronologia completa delle presenze e delle reti in nazionale ― Italia under 18 |
| Data                                                                           | Città                                                                          | In casa                                                                        | Risultato                                                                      | Ospiti                                                                         | Competizione                                                                   | Reti                                                                           | Note                                                                           |
| ------------------------------------------------------------------------------ | ------------------------------------------------------------------------------ | ------------------------------------------------------------------------------ | ------------------------------------------------------------------------------ | ------------------------------------------------------------------------------ | ------------------------------------------------------------------------------ | ------------------------------------------------------------------------------ | ------------------------------------------------------------------------------ |
| 13-9-1995                                                                      | Casale Monferrato                                                              | Italia under 18                                                                | 2 – 1                                                                          | Spagna under 18                                                                | Torneo Umberto Caligaris                                                       | -                                                                              |                                                                                |
| 16-9-1995                                                                      | Casale Monferrato                                                              | Italia under 18                                                                | 2 – 1                                                                          | Francia under 18                                                               | Torneo Umberto Caligaris                                                       | -                                                                              |                                                                                |
| 26-9-1995                                                                      | Avezzano                                                                       | Italia under 18                                                                | 2 – 0                                                                          | Bulgaria under 18                                                              | Qual. Europeo Under-18 1996                                                    | 1                                                                              |                                                                                |
| 10-10-1995                                                                     | Viterbo                                                                        | Italia under 18                                                                | 5 – 0                                                                          | Malta under 18                                                                 | Qual. Europeo Under-18 1996                                                    | -                                                                              |                                                                                |
| 25-10-1995                                                                     | Pernik                                                                         | Bulgaria under 18                                                              | 0 – 1                                                                          | Italia under 18                                                                | Qual. Europeo Under-18 1996                                                    | -                                                                              |                                                                                |
| 8-11-1995                                                                      | Gozo                                                                           | Malta under 18                                                                 | 0 – 1                                                                          | Italia under 18                                                                | Qual. Europeo Under-18 1996                                                    | -                                                                              |                                                                                |
| 25-1-1996                                                                      | Carrara                                                                        | Italia under 18                                                                | 3 – 3                                                                          | Svizzera under 18                                                              | Amichevole                                                                     | -                                                                              |                                                                                |
| 29-2-1996                                                                      | La Spezia                                                                      | Italia under 18                                                                | 4 – 0                                                                          | Grecia under 18                                                                | Qual. Europeo Under-18 1996                                                    | 1                                                                              |                                                                                |
| 20-3-1996                                                                      | Candia                                                                         | Grecia under 18                                                                | 1 – 3                                                                          | Italia under 18                                                                | Qual. Europeo Under-18 1996                                                    | -                                                                              |                                                                                |
| 4-4-1996                                                                       | Castel di Sangro                                                               | Italia under 18                                                                | 2 – 0                                                                          | Austria under 18                                                               | Qual. Europeo Under-18 1996                                                    | -                                                                              |                                                                                |
| 20-4-1996                                                                      | Würmla                                                                         | Austria under 18                                                               | 0 – 0                                                                          | Italia under 18                                                                | Qual. Europeo Under-18 1996                                                    | -                                                                              |                                                                                |
| 23-7-1996                                                                      | Mouilleron-le-Captif                                                           | Irlanda under 18                                                               | 1 – 1                                                                          | Italia under 18                                                                | Europeo Under-18 1996 - 1º turno                                               | -                                                                              |                                                                                |
| 25-7-1996                                                                      | Mouilleron-le-Captif                                                           | Inghilterra under 18                                                           | 1 – 1                                                                          | Italia under 18                                                                | Europeo Under-18 1996 - 1º turno                                               | 1                                                                              |                                                                                |
| 27-7-1996                                                                      | Mouilleron-le-Captif                                                           | Spagna under 18                                                                | 3 – 0                                                                          | Italia under 18                                                                | Europeo Under-18 1996 - 1º turno                                               | -                                                                              |                                                                                |
| Totale                                                                         |                                                                                | Presenze                                                                       | 14                                                                             |                                                                                | Reti                                                                           | 3                                                                              |                                                                                |

### Statistiche da allenatore

#### Club
Statistiche aggiornate al 28 maggio 2025.
| Stagione            | Squadra             | Campionato      | Campionato | Campionato | Campionato | Campionato | Coppe nazionali | Coppe nazionali | Coppe nazionali | Coppe nazionali | Coppe nazionali | Coppe continentali | Coppe continentali | Coppe continentali | Coppe continentali | Coppe continentali | Altre coppe | Altre coppe | Altre coppe | Altre coppe | Altre coppe | Totale | Totale | Totale | Totale | % Vittorie | Piazzamento |
| Stagione            | Squadra             | Comp            | G          | V          | N          | P          | Comp            | G               | V               | N               | P               | Comp               | G                  | V                  | N                  | P                  | Comp        | G           | V           | N           | P           | G      | V      | N      | P      | %          | Piazzamento |
| ------------------- | ------------------- | --------------- | ---------- | ---------- | ---------- | ---------- | --------------- | --------------- | --------------- | --------------- | --------------- | ------------------ | ------------------ | ------------------ | ------------------ | ------------------ | ----------- | ----------- | ----------- | ----------- | ----------- | ------ | ------ | ------ | ------ | ---------- | ----------- |
| feb.-mag. 2013      | Sion                | SL              | 10         | 2          | 4          | 4          | CS              | 2               | 1               | 0               | 1               | -                  | -                  | -                  | -                  | -                  | -           | -           | -           | -           | -           | 12     | 3      | 4      | 5      | 25,00      | Eson.       |
| ago.-set. 2013      | Palermo             | B               | 6          | 2          | 1          | 3          | CI              | 2               | 1               | 0               | 1               | -                  | -                  | -                  | -                  | -                  | -           | -           | -           | -           | -           | 8      | 3      | 1      | 4      | 37,50      | Eson.       |
| ago.-dic. 2014      | OFI Creta           | SLE             | 15         | 4          | 2          | 9          | CG              | 2               | 1               | 1               | 0               | -                  | -                  | -                  | -                  | -                  | -           | -           | -           | -           | -           | 17     | 5      | 3      | 9      | 29,41      | Dimis.      |
| 2015-2016           | Pisa                | LP              | 34+5       | 17+3       | 12+2       | 5+0        | CI+CI-LP        | 2+2             | 1+1             | 0+0             | 1+1             | -                  | -                  | -                  | -                  | -                  | -           | -           | -           | -           | -           | 43     | 22     | 14     | 7      | 51,16      | 2º (prom.)  |
| 2016-2017           | Pisa                | B               | 42         | 6          | 21         | 15         | CI              | 1               | 0               | 0               | 1               | -                  | -                  | -                  | -                  | -                  | -           | -           | -           | -           | -           | 43     | 6      | 21     | 16     | 13,95      | 22º (retr.) |
| Totale Pisa         | Totale Pisa         | Totale Pisa     | 76+5       | 23+3       | 33+2       | 20+0       |                 | 5               | 2               | 0               | 3               |                    | -                  | -                  | -                  | -                  |             | -           | -           | -           | -           | 86     | 28     | 35     | 23     | 32,56      |             |
| nov. 2017-2018      | Milan               | A               | 24         | 12         | 8          | 4          | CI              | 5               | 2               | 2               | 1               | UEL                | 5                  | 2                  | 0                  | 3                  | -           | -           | -           | -           | -           | 34     | 16     | 10     | 8      | 47,06      | Sub. 6º     |
| 2018-2019           | Milan               | A               | 38         | 19         | 11         | 8          | CI              | 4               | 2               | 1               | 1               | UEL                | 6                  | 3                  | 1                  | 2                  | SI          | 1           | 0           | 0           | 1           | 49     | 24     | 13     | 12     | 48,98      | 5º          |
| Totale Milan        | Totale Milan        | Totale Milan    | 62         | 31         | 19         | 12         |                 | 9               | 4               | 3               | 2               |                    | 11                 | 5                  | 1                  | 5                  |             | 1           | 0           | 0           | 1           | 83     | 40     | 23     | 20     | 48,19      |             |
| dic. 2019-2020      | Napoli              | A               | 23         | 13         | 2          | 8          | CI              | 5               | 3               | 2               | 0               | UCL                | 2                  | 0                  | 1                  | 1                  | -           | -           | -           | -           | -           | 30     | 16     | 5      | 9      | 53,33      | Sub. 7º     |
| 2020-2021           | Napoli              | A               | 38         | 24         | 5          | 9          | CI              | 4               | 2               | 1               | 1               | UEL                | 8                  | 4                  | 2                  | 2                  | SI          | 1           | 0           | 0           | 1           | 51     | 30     | 8      | 13     | 58,82      | 5º          |
| Totale Napoli       | Totale Napoli       | Totale Napoli   | 61         | 37         | 7          | 17         |                 | 9               | 5               | 3               | 1               |                    | 10                 | 4                  | 3                  | 3                  |             | 1           | 0           | 0           | 1           | 81     | 46     | 13     | 22     | 56,79      |             |
| 2022-gen. 2023      | Valencia            | PD              | 18         | 5          | 5          | 8          | CR              | 3               | 2               | 0               | 1               | -                  | -                  | -                  | -                  | -                  | SS          | 1           | 0           | 1           | 0           | 22     | 7      | 6      | 9      | 31,82      | Resc. cons. |
| set. 2023-feb. 2024 | Olympique Marsiglia | L1              | 16         | 5          | 6          | 5          | CF              | 2               | 1               | 1               | 0               | UEL                | 6                  | 3                  | 2                  | 1                  | -           | -           | -           | -           | -           | 24     | 9      | 9      | 6      | 37,50      | Sub., eson. |
| 2024-2025           | Hajduk Spalato      | HNL             | 36         | 17         | 12         | 7          | CC              | 3               | 2               | 0               | 1               | UECL               | 4                  | 1                  | 2                  | 1                  | -           | -           | -           | -           | -           | 43     | 20     | 14     | 9      | 46,51      | 3º          |
| Totale carriera     | Totale carriera     | Totale carriera | 305        | 129        | 91         | 85         |                 | 37              | 19              | 8               | 10              |                    | 31                 | 13                 | 8                  | 10                 |             | 3           | 0           | 1           | 2           | 376    | 161    | 108    | 107    | 42,82      |             |

#### Nazionale
Statistiche aggiornate al 15 giugno 2025. In grassetto le competizioni vinte.
| Squadra | Naz               | dal            | al        | Record | Record | Record | Record | Record | Record | Record | Record     |
| Squadra | Naz               | dal            | al        | G      | V      | N      | P      | GF     | GS     | DR     | % Vittorie |
| ------- | ----------------- | -------------- | --------- | ------ | ------ | ------ | ------ | ------ | ------ | ------ | ---------- |
| Italia  | Italia (bandiera) | 15 giugno 2025 | in carica | 0      | 0      | 0      | 0      | 0      | 0      | +0     | —          |

#### Nazionale italiana nel dettaglio
| 2025          | Italia        | Qual. Mondiale 2026 | Sub.          | 0 | 0 | 0 | 0 | — | 0 | 0 | 0 |
| Dal 2025      | Italia        | Amichevoli          |               | 0 | 0 | 0 | 0 | — | 0 | 0 | 0 |
| Totale Italia | Totale Italia | Totale Italia       | Totale Italia | 0 | 0 | 0 | 0 | — | 0 | 0 | 0 |

## Palmarès

### Giocatore

#### Club

##### Competizioni giovanili
- Campionato Primavera: 2

Perugia: 1995-1996, 1996-1997

##### Competizioni nazionali
- Coppa Italia: 1

Milan: 2002-2003
- Campionato italiano: 2

Milan: 2003-2004, 2010-2011
- Supercoppa italiana: 2

Milan: 2004, 2011

##### Competizioni internazionali
- UEFA Champions League: 2

Milan: 2002-2003, 2006-2007
- Supercoppa UEFA: 2

Milan: 2003, 2007
- Coppa del mondo per club: 1

Milan: 2007

#### Nazionale
- Campionato d'Europa Under-21: 1

2000
- Campionato mondiale: 1

Germania 2006

#### Individuale
- All-Star Team dei Mondiali: 1

Germania 2006
- Premio Nazionale Carriera Esemplare "Gaetano Scirea" (2012)[176]

### Allenatore
- Coppa Italia: 1

Napoli: 2019-2020

## Opere
- In Rino Veritas, uscito in allegato nel 2005 con La Gazzetta dello Sport.[177]
- Se uno nasce quadrato non muore tondo, Rizzoli, 2007, ISBN 88-17-01584-9.
- Il Codice Gattuso, Rizzoli, aprile 2008, ISBN 978-88-17-02186-9.